# 주의

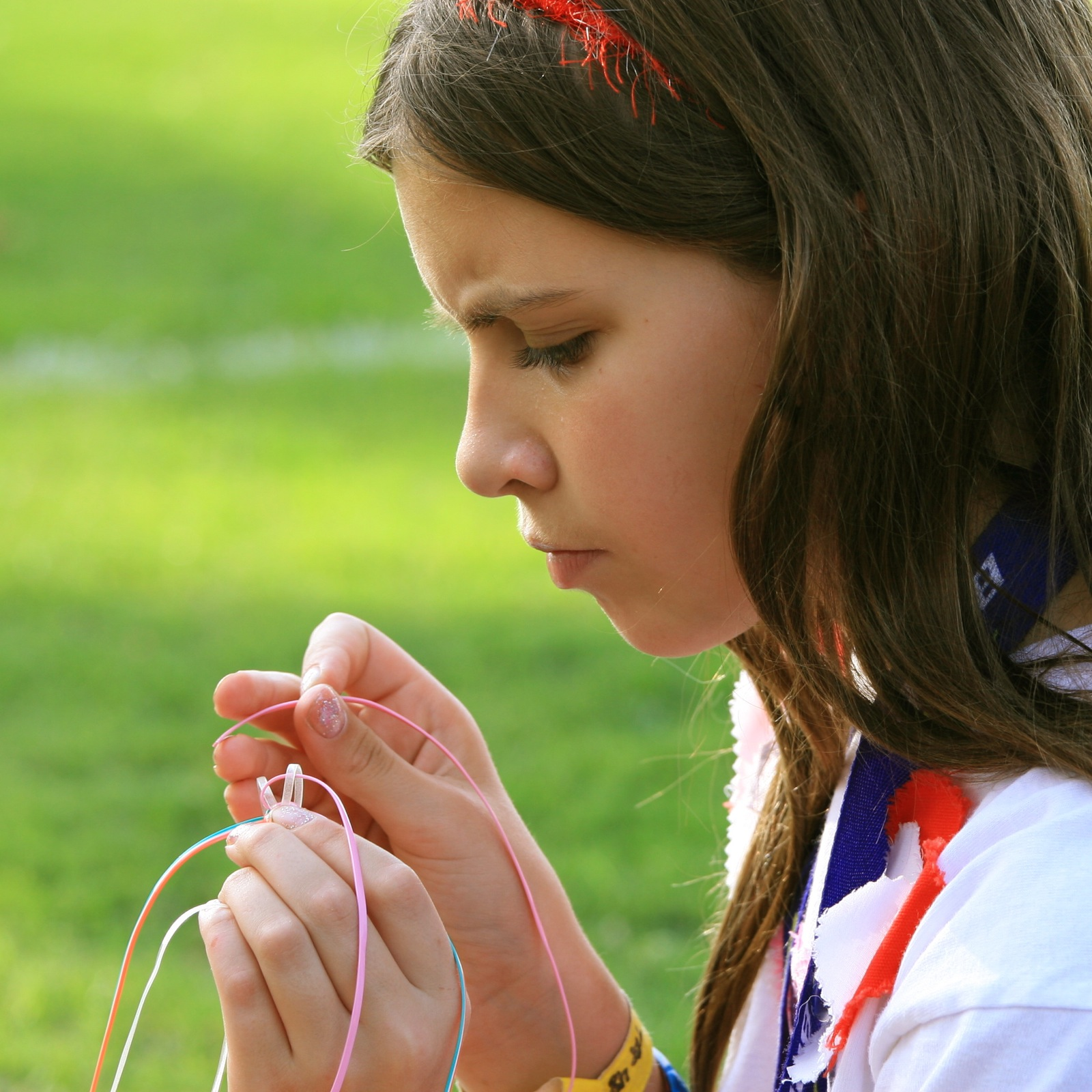
주의를 집중하는 모습

주의(注意, 영어: attention) 또는 '주의력'은 어떤 것에서만 의식을 집중시키는 것을 말한다. 예를 들어 사람이 무언가를 배울 때 행위는 세심한 주의를 요구한다. 그러나 익숙해지면 다른 일도 쉽게 가능하게 되며, 실수를 했을 때 등 특별한 상황이 일어나면 다시 그 사람의 주의는 그 행위로 돌아간다.
주의는 다른 자극을 배제하고 어떤 현상에 자각을 집중하는 것이다. 주관적이든 객관적이든 정보의 개별 측면에 선택적으로 집중하는 과정이다. 윌리엄 제임스(1890)는 "주의는 마음이 동시에 가능한 여러 대상이나 일련의 생각 중 하나를 명확하고 생생한 형태로 소유하는 것이다. 의식의 초점화, 집중, 집중이 그 본질이다."라고 말했다. 주의는 또한 제한된 인지 처리 자원의 할당으로 설명되었다. 주의는 뇌가 매초 처리할 수 있는 데이터의 양 측면에서 주의 병목 현상으로 나타난다. 예를 들어, 인간의 시각에서는 시각적 입력 데이터의 1% 미만(초당 약 1MB)만 병목 현상에 들어갈 수 있어 주의력 결핍 실명으로 이어진다.
주의는 교육, 심리학, 신경과학, 인지신경과학, 신경심리학 내에서 중요한 연구 영역으로 남아 있다. 능동적 조사 영역에는 주의를 유발하는 감각 단서 및 신호의 소스, 이러한 감각 단서 및 신호가 감각 뉴런의 조정 특성에 미치는 영향, 주의와 작업을 포함할 수 있는 기타 행동 및 인지 프로세스 사이의 관계를 결정하는 것이 포함된다. 기억과 심리적 경계. 정신 병리학 내의 이전 연구를 확장한 비교적 새로운 연구 기관은 외상성 뇌 손상과 관련된 진단 증상과 주의력에 미치는 영향을 조사하고 있다. 관심은 또한 문화에 따라 다르다.
주의와 의식 사이의 관계는 충분히 복잡해서 지속적인 철학적 탐구가 필요하다. 그러한 탐구는 정신 건강 및 의식 장애 연구에서 인공 지능 및 그 연구 영역에 이르기까지 다양한 분야에 영향을 미칠 수 있기 때문에 오래되고 지속적으로 관련이 있다.

## 같이 보기
- 주의주의
- 주의력결핍 과다행동장애
- 마음챙김
- 비언어적 의사소통
- 관찰 학습
- 작업 기억
- 부주의맹시
- 주의자원
- 칵테일 파티 효과
- 선택적 주의력